# Chiesa di San Giorgio e Madonna della Neve
La chiesa di San Giorgio e Madonna della Neve è la parrocchiale di Niella Belbo in provincia di Cuneo, Piemonte. Appartiene alla vicaria di Cortemilia della diocesi di Alba, e risale al XV secolo.

## Storia

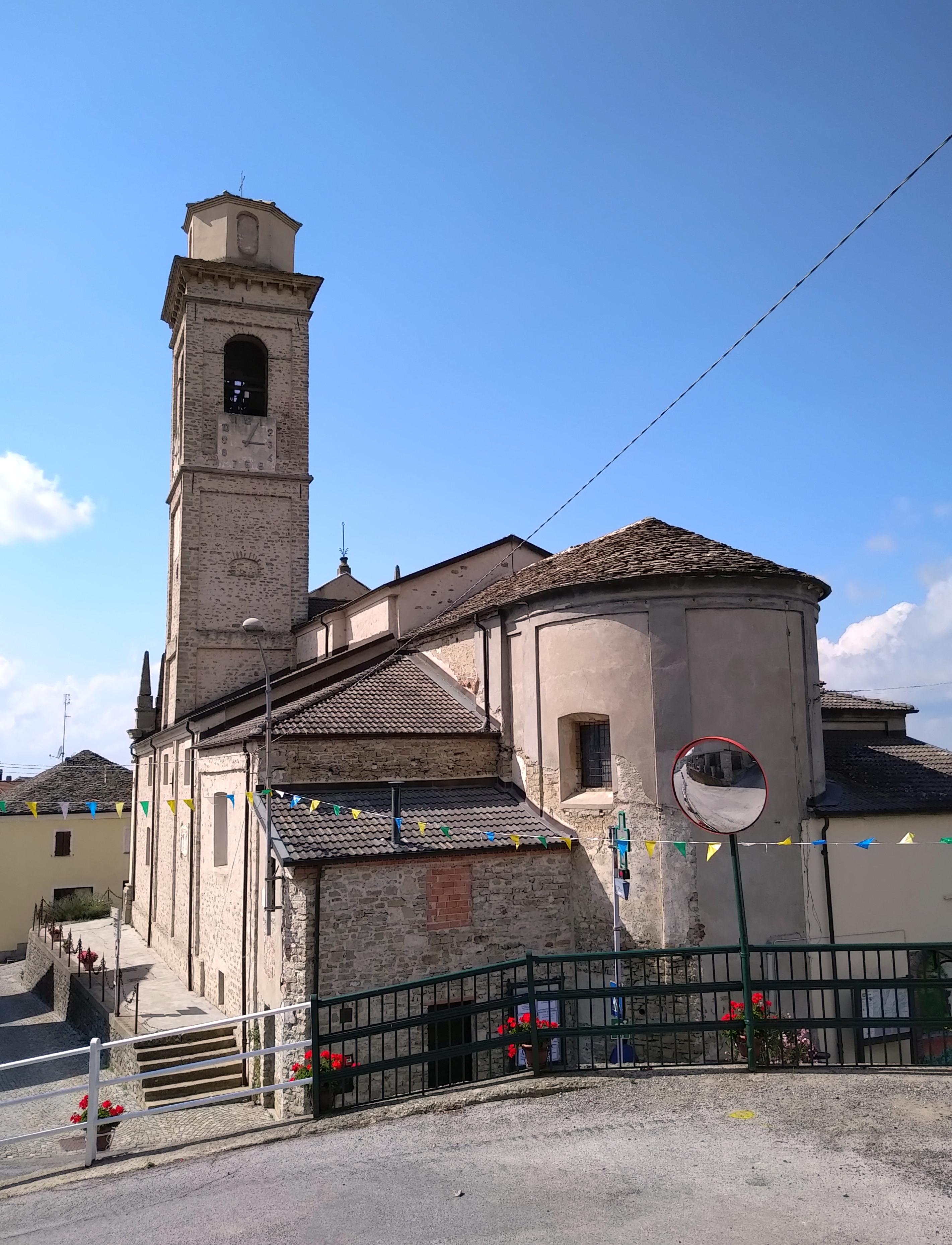
Abside della chiesa.

La prima citazione ufficiale, anche se indiretta, del luogo di culto risale al 1440. La visita pastorale del vescovo Alerino Rembaudi effettuata nel 1574 la descrisse con la sola intitolazione a san Giorgio. Tre anni dopo, in una nuova visita pastorale, monsignor Gerolamo Regazzoni diede disposizioni affinché venissero realizzati lavori come la sistemazione del fonte battesimale, l'adeguamento degli altari, la posa di una nuova pavimentazione e il rifacimento della copertura del tetto. Alla fine del secolo il luogo di culto risultava dotato di tre altari. L'altare maggiore con dedicazione a San Giorgio e i due laterali con dedicazione al Santo Rosario e a San Bernardo.
All'inizio del XVII secolo la chiesa venne ricostruita completamente, dalle fondamenta, e la torre campanaria fu eretta nel 1611. Seguirono altre visite pastorali, come quella del 1643 del vescovo Brizio.
Entro la metà del XIX secolo venne realizzata la nuova pala dell'altare maggiore e a partire dal 1863 alcuni interventi di restauro portarono a modifiche significative della struttura e la stessa facciata ne venne modificata. Nel 1933 fu necessario intervenire con importanti lavori di riparazione e restauro poiché le condizioni generali erano precarie.
A cavallo tra i secoli XX e XXI alcuni lavori riportarono alla luce antichi affreschi dei quali si era persa traccia. Il prospetto principale fu completamente restaurato.

## Descrizione

### Esterno
Il prospetto principale in stile neoclassico è suddiviso in due ordini. Alla base è tripartito, con il portale principale e i due portali secondari. Il secondo ordine è formato solo dalla parte centrale, conclusa dal grande frontone triangolare, affiancato dalle due grandi volute concave di raccordo. 
La torre campanaria solida e a base quadrangolare si alza dalla base della struttura nella sua parte laterale sinistra, è suddivisa in tre ordini e la cella campanaria si apre con quattro finestre a monofora. la copertura è costituita da una parte rialzata a forma di prisma a base ottagonale.

### Interno
L'aula si divide in tre navate. Quella centrale è di maggiore dimensioni sia in larghezza sia in altezza, ed è coperta da una volta a botte arricchita di affreschi. Le due navate laterali ospitano gli altari sussidiari.
Sulla cantoria in controfacciata si trova l'organo a canne Chichi opus 190, costruito nel 1999 su progetto di Angelo Giusto reimpiegando parte del materiale fonico del Mascioni opus 304 (risalente al 1911 e già collocato nella chiesa di Sant'Ambrogio a Varese). Lo strumento è a trasmissione elettrica e di 19 registri; la sua consolle, mobile indipendente, è collocata a pavimento nell'aula e dispone di due tastiere e pedaliera.